# Монмањи (Квебек)
Монмањи (фр. Montmagny) је град у Канади у покрајини Квебек. Према резултатима пописа 2011. у граду је живело 11.491 становника.

## Становништво
Према резултатима пописа становништва из 2011. у граду је живело 11.491 становника, што је за 1,2% више у односу на попис из 2006. када је регистровано 11.353 житеља.
| 2006.  | 2011.  |
| ------ | ------ |
| 11.353 | 11.491 |